# 264
Évszázadok: 2. század – 3. század – 4. század
Évtizedek: 210-es évek – 220-as évek – 230-as évek – 240-es évek – 250-es évek – 260-as évek – 270-es évek – 280-as évek – 290-es évek – 300-as évek – 310-es évek
Évek: 259 – 260 – 261 – 262 –  263 – 264 – 265 – 266 – 267 – 268 – 269

## Események

### Római Birodalom
- Gallienus császárt és Saturninust választják consulnak.
- Antiochiában zsinatot tartanak, hogy megtárgyalják a város püspökének, Szamoszatai Paulusnak eretnek (adopcionista) nézeteit.

### Kína
- Miután Vej állam bekebelezte Su Han államot, Csung Huj veji hadvezér fellázad, hogy a meghódított területen saját királyságot alapítson. Nem talál elég támogatóra, felkelése elbukik.
- A dicsőséges hadjárat után Vej kormányzója, Sze-ma Csao régens felveszi a Csin királya címet és már csak egy lépés választja el attól, hogy lemondatva Cao Huan bábcsászárt, formálisan is átvegye a hatalmat.
- 29 éves korában megbetegszik és meghal Szun Hsziu, Vu állam császára. Utódja unokaöccse, Szun Hao.

## Halálozások
- Március 3. – Csung Huj, kínai hadvezér
- Szeptember 3. – Szun Hsziu, Vu császára
- Alexandriai Dionüsziosz, keresztény teológus
- Teng Aj, kínai hadvezér

## Fordítás
- Ez a szócikk részben vagy egészben  a(z)   264 című német Wikipédia-szócikk ezen változatának fordításán alapul.  Az eredeti cikk szerkesztőit annak laptörténete sorolja fel. Ez a jelzés csupán a megfogalmazás eredetét és a szerzői jogokat jelzi, nem szolgál a cikkben szereplő információk forrásmegjelöléseként.